# Нова Пшеросль
Нова Пшеросль (пол. Nowa Przerośl) — село в Польщі, у гміні Пшеросль Сувальського повіту Підляського воєводства.
Населення — 135 осіб (2011).
У 1975-1998 роках село належало до Сувальського воєводства.

## Демографія
Демографічна структура станом на 31 березня 2011 року:
|          | Загалом | Допрацездатний вік | Працездатний вік | Постпрацездатний вік |
| -------- | ------- | ------------------ | ---------------- | -------------------- |
| Чоловіки | 68      | 19                 | 42               | 7                    |
| Жінки    | 67      | 13                 | 41               | 13                   |
| Разом    | 135     | 32                 | 83               | 20                   |